# ロベルト・ペッツェルベルガー
ロベルト・ペッツェルベルガー（Robert Poetzelberger、1856年6月9日 - 1930年8月2日）はオーストリア生まれの画家、彫刻家である。ドイツの多くの美術学校で教授を務めた。

## 略歴
ウィーンの書店経営者の息子に生まれた。1874年から1878年までウィーン美術アカデミーで学び、1879年にはイタリアで修業した。1880年にミュンヘン美術院に移り、ルートヴィヒ・フォン・レフツに学んだ。学生時代から、義理の弟になったレオ・プッツなどの絵の指導をしていた。1892年にカールスルーエの美術学校の教授になり、1899年に保守的な教授と対立して、カルロス・グレーテやレオポルト・フォン・カルクロイトとともにシュトゥットガルトの美術学校に移った 。1926年までシュトゥットガルトで教え、名誉教授の称号を得て引退した。
バーデン＝ヴュルテンベルク州のコンスタンツ湖のライヒェナウ島の邸で没した。
アカデミックなスタイルの絵画を描き、後に印象派の影響も見られた。彫刻や版画作品も制作した。ドイツ芸術家協会(Deutscher Künstlerbund)のメンバーになり、1896年にカールスルーエ芸術家協会(Karlsruher Künstlerbundes)の創立会員になった。
ペッツェルベルガーの教えた学生にはエミール・ルドルフ・ヴァイスらがいる。
息子のオズヴァルド・ペッツェルベルガー(Oswald Poetzelberger:1893-1966)も画家、イラストレータとなった。

## 作品

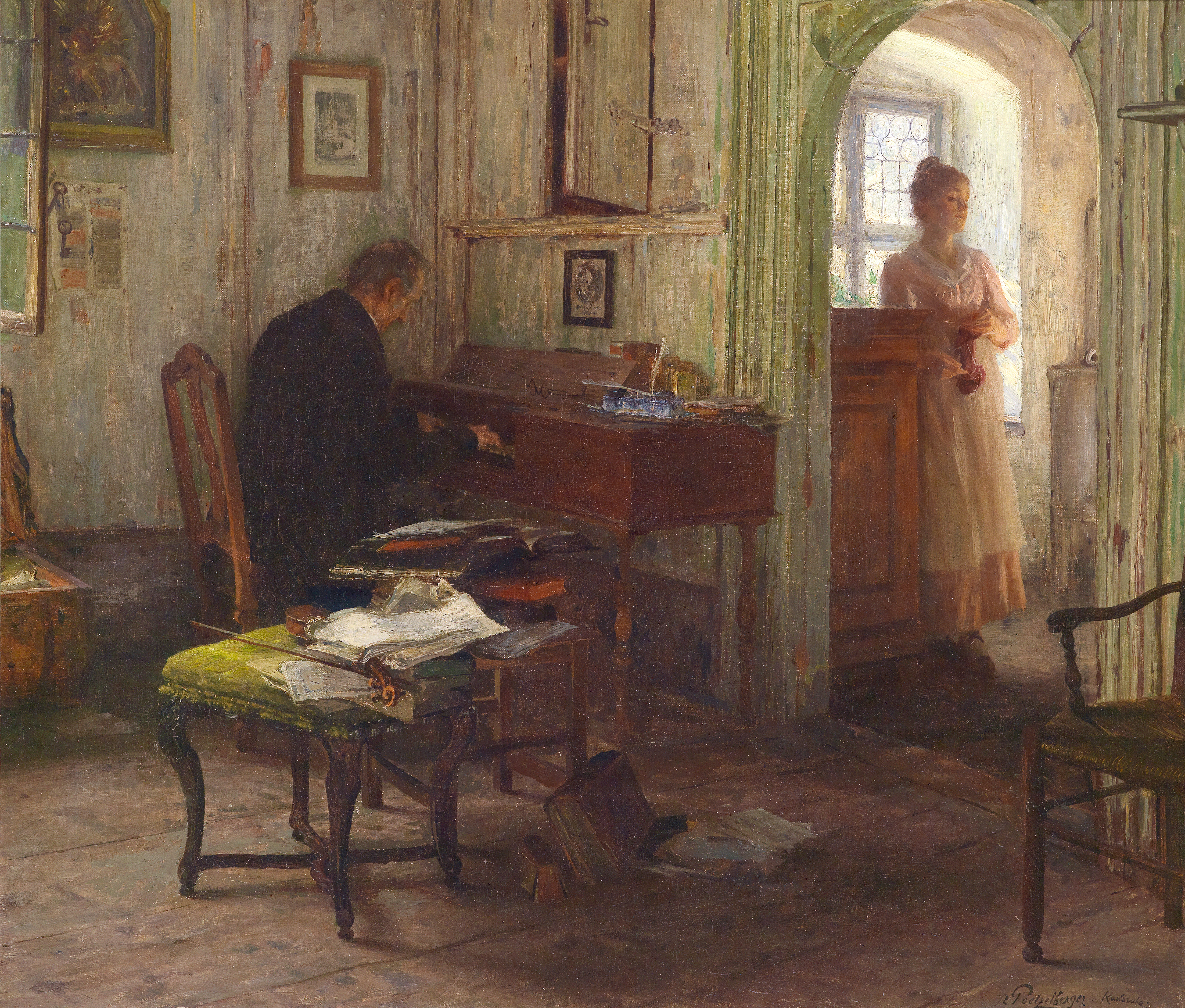
音楽の癒し
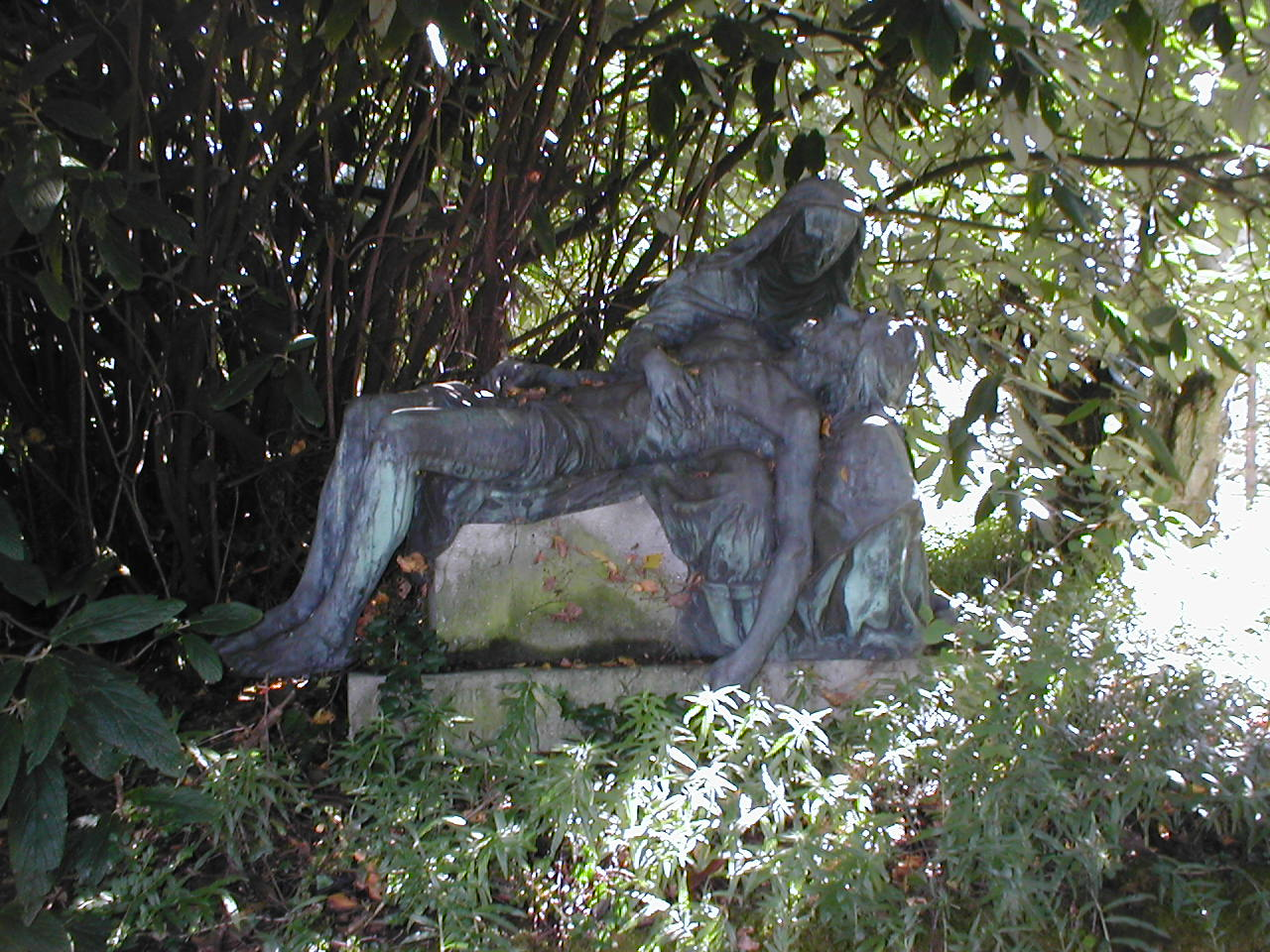
彫刻作品「ピエタ」
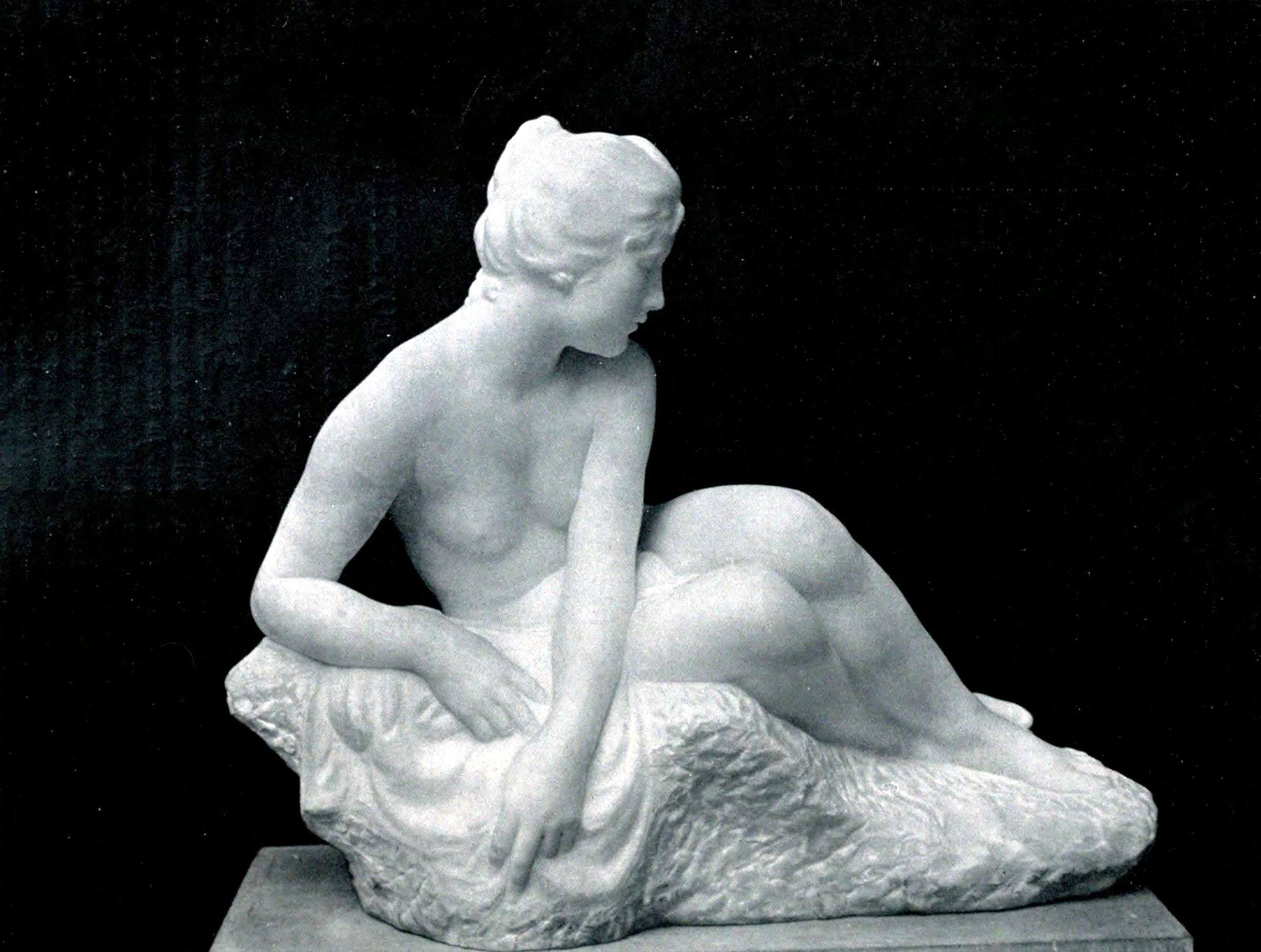
彫刻作品